# ソフォクリース・スコーツァニーティス
ソフォクリス・スコーツァニーティス（ギリシア語: Σοφοκλής Σχορτσανίτης,英語: Sofoklis Schortsanitis、1985年6月22日 - ）は、ギリシャのプロバスケットボール選手。パナシナイコスBC所属。カメルーン南西州チコ出身。ポジションはセンター。208cm、142.5kg。

## 来歴
ギリシャ人の父とカメルーン人の母から生まれる。
2000年、イラクリスでプロデビュー、ULEBカップを経験する。
2003年、潜在能力を買われNBAドラフトでロサンゼルス・クリッパーズに全体34位指名を受けるが、欧州に残る。
2003-04シーズンはイタリア・セリエAのカントゥでプレー。
2004年に帰国し、アリスと契約。
2005年、強豪オリンピアコスに移籍。ユーロリーグも経験する。
2006年、世界選手権でギリシャの銀メダル獲得に貢献する。オリンピアコスと再契約。
2008年北京五輪にも出場した。
2012年、パナシナイコスBCに移籍。

## その他
- 愛称の一つ「ベビー・シャック」は、イラクルスで同僚だったトニー・ファーマーが名付けたが、本人はあまり気に入っていない。